# Жиль Басті
Жиль Басті (фр. Gilles Bastié; нар. 9 лютого 1971) — колишній французький тенісист.
Найвищу одиночну позицію світового рейтингу — 318 місце досяг 11 вересня 1995, парну — 176 місце — 4 листопада 1996 року.

## Титули на челленджерах

### Парний розряд: (1)
| Ранг | Рік  | Турнір            | Покриття | Партнер      | Суперники                     | Рахунок       |
| ---- | ---- | ----------------- | -------- | ------------ | ----------------------------- | ------------- |
| 1.   | 1996 | Монтобан, Франція | Ґрунт    | Клод Н'Горан | Клінтон Феррейра Андрей Павел | 6–4, 1–6, 7–6 |